# Phrurolithus paludivagus
Phrurolithus paludivagus är en spindelart som beskrevs av Bishop och Crosby 1926. Phrurolithus paludivagus ingår i släktet Phrurolithus och familjen flinkspindlar. Inga underarter finns listade i Catalogue of Life.